# Anatomische vaktermen van positie
In de leer van de anatomie bij mensen en andere dieren worden verschillende woorden gebruikt om de plaats van een orgaan of een ander weefsel in het lichaam te beschrijven. Zo kunnen bijvoorbeeld onder en boven te onnauwkeurig zijn en verwarring veroorzaken. De woorden die in de anatomie worden gebruikt komen meestal uit het Latijn en worden in het onderstaande artikel genoemd en beschreven. De menselijke anatomie verschilt in enkele gevallen van de terminologie van die van de anatomie van andere dieren. Deze vaktermen van de positie vallen dus onder de anatomische terminologie. Lichaamshouding en positie zijn synoniem.

## Standaard anatomische houding

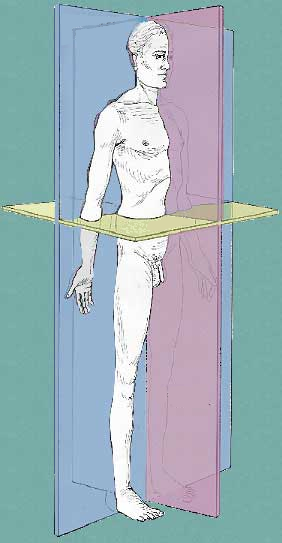
standaard anatomische houding met anatomische vlakken
midsagittaal of mediaan vlak
frontaal of coronaal vlak
transversaal vlak

Wanneer de anatomie van een organisme wordt beschreven is het handig om verwarring tussen bijvoorbeeld voor of achter en onder of boven te voorkomen, om het in de standaard anatomische houding te bestuderen en te beschrijven. Dit is meestal de houding die dieren (waaronder de mens) in normale omstandigheden ook aannemen. De standaard anatomische houding voor mensen is rechtopstaand, met de voeten bij elkaar, de tenen voorwaarts gericht, met de armen langs de zijden hangend en de handpalmen voorwaarts gericht. De standaard anatomische houding bij viervoeters is dat het dier met zijn vier poten op de grond staat, met het hoofd in een neutrale houding vooruit kijkend.
De houding van het hoofd van mensen was in de standaard anatomische houding nog een punt van debat. Men is uiteindelijk internationaal overeengekomen dat men de Frankfurt-doorsnede gebruikt, waarbij men de ondergrens van de oogkas en de bovengrens van de gehoorgang op één horizontale lijn brengt. Deze houding komt overeen met die van een mens die zijn hoofd rustig rechtop houdt en vooruit kijkt.
Mensen en andere diersoorten worden bij een onderzoek lang niet altijd precies in deze houding bestudeerd. Mensen worden meestal onderzocht terwijl zij op hun rug liggen, andere dieren worden vaak onderzocht terwijl ze op hun zij liggen. De standaard anatomische houding wordt ook de standaard anatomische positie genoemd.

## Aanduidingen van posities
- caudaal, craniaal, distaal, dorsaal, proximaal, rostraal en ventraal

### Voor algemeen gebruik
Dieren hebben meestal één uiteinde waar zich het hoofd, of de kop, en de mond, of de bek, bevinden, en één met de anus en vaak een staart. Het uiteinde met het hoofd of de kop is de craniale zijde, het einde met de staart is de caudale zijde. Cranium is het Latijn voor schedel, cauda betekent staart. De longen van een hond bijvoorbeeld, bevinden zich meer craniaal, richting het hoofd, dan bijvoorbeeld de darmen van de hond, die meer caudaal liggen.
Wanneer men een plaats in het hoofd van mensen of in de kop van viervoeters zo dicht mogelijk bij de neus, zegt men de rostraal. Het deel van het lichaam dat bij een dier normaal naar boven gericht is, het verst van de grond af, is de dorsale zijde. Dit komt van het Latijnse woord dorsum, voor rug, omdat het hier meestal ook om de rug gaat, het tegenovergestelde deel, dat bij de meeste dier naar beneden gericht is, het dichtst bij de grond, is de ventrale zijde, naar het Latijnse woord venter voor buik.
Enkele voorbeelden: in gewervelde dieren ligt de wervelkolom aan de dorsale zijde van het lichaam. De dorsale vin van een dolfijn ligt, weinig verrassend, aan de dorsale zijde van het dolfijnenlichaam. De uier van een koe bevindt zich aan de ventrale zijde van het lichaam. Deze begrippen kunnen ook een relatieve richting aangeven. Zo liggen de nieren in een hond meer dorsaal dan de darmen, die meer ventraal liggen.
Bij de ledematen of andere aanhangsels van een dier is een punt dat dichter bij de lichaamsromp ligt proximaal, terwijl een punt verder weg distaal wordt genoemd.
De rechter- en linkerkant van een dier, in het Latijn soms aangeduid met dexter, rechts en sinister, links, worden altijd benoemd vanuit het dier gezien.

### Voor gebruik in de menselijke anatomie
De bovengenoemde begrippen worden ook in de menselijke anatomie gebruikt. Hierbij dient te worden opgemerkt dat ventraal en dorsaal nog altijd de buik- en rugzijde van de mens beschrijven, maar omdat een mens rechtop loopt, worden hiermee niet de zijden bij de mens beschreven het dichtst bij, of het verst van de grond af, zoals dat bij viervoeters wel het geval is.

#### Specifieke begrippen
- anterior, inferior, posterior, superior en ventraal

Er worden in de anatomie van de mens nog andere begrippen gebruikt, die niet bij andere dieren voorkomen.
De delen van het mensenlichaam die zich dichter bij het hoofd bevinden worden superior genoemd (Latijn voor 'hoger'), maar craniaal wordt ook gezegd. De delen die zich verder van het hoofd af bevinden worden caudaal genoemd, maar ook wel inferior (Latijn voor 'lager'). Punten aan de voorzijde worden anterior (Latijn voor 'naar voren') genoemd, maar soms ook, net als bij andere diersoorten, ventraal. Punten aan de achterzijde worden posterior (Latijn voor 'naar achteren') of dorsaal genoemd.

#### Plaatsbepaling binnen het hoofd
- nasaal, occipitaal en temporaal

Er worden voor de anatomie van het hoofd verschillende woorden gebruikt: nasaal, occipitaal en temporaal, maar ook weer rostraal en caudaal. Een plaats dichtbij de kruin heet rostraal, weefsels verder van de neus af caudaal. De ligging van de nek binnen de plaats in het hoofd heet al caudaal.
Nasaal is de voorzijde van het hoofd, dicht bij de neus, occipitaal is de achterkant van het hoofd, en temporaal is voor de beide zijkanten van het hoofd, bij de slapen.

#### Beweging
- pronatie en supinatie

Wanneer de handpalmen zich in de standaard anatomische positie bevinden, dat wil zeggen voorwaarts gericht wanneer de armen naar beneden hangen, en dan naar achteren draaien, heet deze beweging proneren. Wanneer de handpalmen naar achteren gericht zijn, en dan naar voren draaien, heet dit supineren. Met de armen naar voren betekent proneren dat de handpalm naar beneden draait, en supineren dat de handpalm omhoog draait. Een ezelsbruggetje bij het uit elkaar houden van deze twee kan zijn, dat de handen na een supinatie, in zittende positie, een kommetje kunnen vormen om soep, soepinatie, uit te drinken.

## Anatomische vlakken

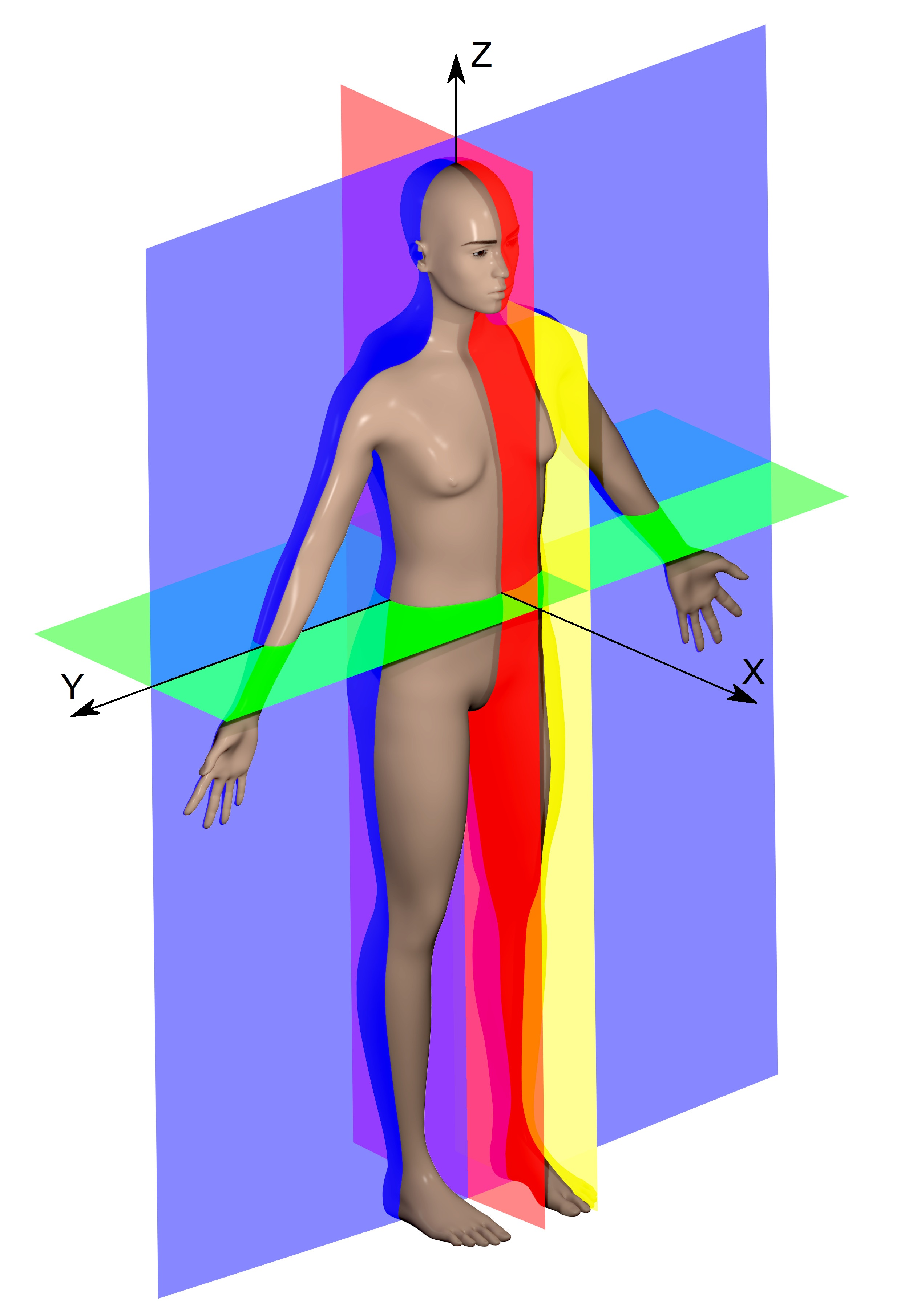
anatomische vlakken
mediaan of midsagittaal vlak
parasagittaal vlak
frontaal of coronaal vlak
transversaal vlak

- coronaal of frontaal vlak, midsagittaal of mediaan vlak en horizontaal of transversaal vlak

Drie soorten vlakken worden in de anatomie gebruikt.
- een sagittaal vlak verdeelt het lichaam in een linker- en in een rechterdeel.
  - het midsagittale of mediane vlak is dan het vlak, dat het lichaam precies middendoor deelt.
- een coronaal of frontaal vlak verdeelt het lichaam in een dorsaal en ventraal deel, bij de mens in een deel voor en een deel achter.
- een horizontaal of transversaal vlak, eventueel transvers vlak, verdeelt het lichaam in een craniaal en caudaal deel, of in het geval van de mens in een deel boven en een deel onder.

### Gebruik in de menselijke anatomie
De beschrijving van deze vlakken wordt als lastig ervaren wanneer een levend mens onderzocht wordt met behulp van scanners, zoals  CT-scanners,  MRI-scanners of  PET-scanners. De meeste scanners maken  transversale doorsneden door het lichaam, maar men kan aan de hand van een reeks transversale doorsneden met behulp van een computer ook een  driedimensionale weergave reconstrueren, of een  sagittaal of coronaal vlak bekijken, al naargelang het orgaan of gebied dat men wil bestuderen.

## Relatieve posities
- bilateraal, centraal, contralateraal, ipsilateraal, lateraal, mediaal en unilateraal

Structuren dicht bij het sagittale vlak worden mediaal genoemd, terwijl structuren die meer aan de zijden liggen, meer links of rechts van het midden, lateraal worden genoemd. Ipsilateraal betekent dat twee of meer structuren zich aan dezelfde zijde bevinden, links of rechts, terwijl contralateraal betekent, dat twee structuren zich aan verschillende zijdes bevinden. Bilateraal betekent dat beide zijden betrokken zijn, bij unilateraal gaat het slechts om een van beide zijdes.
- perifeer

Bij ledematen of aanhangsels beschrijven de woorden proximaal of distaal, of de woorden centraal of perifeer, of een bepaald punt zich dichter bij of verder van de aanhechting van de ledemaat of het aanhangsel aan het lichaam bevindt. De woorden proximaal en centraal geven dan een punt dichter bij het aanhechtingspunt aan het lichaam aan, terwijl de woorden distaal en perifeer een punt verder weg aangeven. De elleboog is zo proximaler of centraler gelegen dan de pols, die distaler of meer perifeer ligt
- afferent en efferent

Men kan ook bij buisvormige structuren in het lichaam, zoals de darmen, bloedvaten, urinewegen, proximaal en distaal gebruiken om punten meer aan het begin of aan het einde van de buis aan te geven. Men koos voor organen in de vorm van een buis waar een lichaamseigen vloeistof van en naar een orgaan door stroomt, ook de afferent en efferent gebruiken, waarbij het afferente vat of de afferente buis zorgt voor aanvoer naar een bepaald orgaan toe, terwijl het efferente vat de vloeistof altijd afvoert.
- superficieel

Structuren die dichter bij het lichaamsoppervlak liggen zijn superficieel gelegen ten opzichte van structuren, die dieper liggen.
- visceraal en pariëtaal

In het lichaam kan men nog spreken van visceraal en pariëtaal, waarbij visceraal betekent dat de betreffende structuur gehecht is aan, of geassocieerd met de ingewanden, en pariëtaal dat het gehecht is aan de lichaamswand, van borst- of buik. Zo heeft bijvoorbeeld het longvlies, de pleura een deel dat aan de longen is gehecht, dit heet het viscerale deel, en een deel dat aan de binnenkant van de ribbenkast is gehecht, dit is het pariëtale deel.

### Relatieve posities in de ledematen
- carpaal, dorsaal, palmair, plantair en volair

Craniaal en caudaal worden in de ledematen van de meeste dieren gebruikt om punten respectievelijk dichter bij het hoofd en er verder vanaf aan te duiden. Vanaf de pols en de enkel, het carpale en het tarsale gewricht, verandert dit. Distaal van deze gewrichten wordt dorsaal voor de handrug en de bovenkant van de voet en palmair, voor de handpalm, of plantair, voor de voetzool gebruikt. In plaats van palmair of plantair wordt soms ook volair gezegd.
- fibulair, radiaal, tibiaal of ulnair

De onderarm van een mens, en van vele diersoorten, bevat twee botten: de spaakbeen of radius en de ellepijp of ulna. Een aanduiding als 'links', 'rechts', 'meer lateraal' of 'meer mediaal' niet zo handig, omdat de onderarm heel gemakkelijk kan worden gedraaid. Daarom worden de twee botten gebruikt voor de positiebepaling van bepaalde structuren. Structuren die dichter bij het spaakbeen liggen, worden met radiaal aangeduid, structuren die dichter bij de ulna liggen, worden ulnair genoemd. Er bevinden zich in de onderbenen ook twee botten: het scheenbeen of tibia en het kuitbeen of fibula. Hier kunnen structuren met een ligging meer tibiaal of meer fibulair worden aangeduid.

## Herkenningspunten of -lijnen in de mens
- cerviaal, midaxillaire lijn, midclaviculaire lijn en midpupillaire lijn

Er zijn op en in het menselijk lichaam verschillende denkbeeldige lijnen gedefinieerd:
- Lijnen waarvan er één links en één rechts heeft:
  - De midaxillaire lijn in de mens, is een denkbeeldige lijn die vanuit het midden van de oksel, de axilla, recht naar beneden loopt, bij iemand die staat. De anterieure axillaire lijn loopt vanuit de voorzijde van de oksel recht omlaag, terwijl de posterieure axillaire lijn dit vanuit de achterzijde van de oksel doet.
  - De midclaviculaire lijn in de mens, is een denkbeeldige lijn vanuit het midden van het sleutelbeen, de clavicula, die recht naar beneden loopt.
  - De midpupillaire lijn loopt door de pupil, wanneer iemand recht vooruit kijkt, recht naar beneden over het gezicht.
- Het lateraal-inguinale punt.
- Tuffiers lijn is de lijn die de beide bovenste bekkenranden met elkaar verbindt en die op een bepaalde hoogte de wervelkolom passeert.

Vaak wordt ook gerefereerd aan structuren ten opzichte van of ter hoogte van een bepaalde wervel, bijvoorbeeld ter hoogte van het vierde halswervel of cervicale wervel, afgekort als C4, van cerviaal.